# Bisdom Papantla
Het bisdom Papantla (Latijn: Dioecesis Papantlensis) is een rooms-katholiek bisdom in Mexico, oorspronkelijk gevestigd in Papantla, maar sinds 1931 gezeteld in Teziutlan. Het bisdom is suffragaan aan het aartsbisdom Jalapa. 

## Geschiedenis
Het bisdom werd opgericht op 24 november 1922, uit delen van de bisdommen Ciudad Victoria-Tamaulipas en Veracruz-Jalapa, en was suffragaan aan het aartsbisdom Puebla de los Angeles. Op 29 juni 1951 veranderde het van kerkprovincie en werd suffragaan aan het aartsbisdom Jalapa. 

## Parochies
Het bisdom had in 2021 een oppervlakte van 12.000 km2 en telde 1.135.563 inwoners waarvan 85,0% rooms-katholiek was.

## Bisschoppen
- Nicolás Corona y Corona (11 december 1922 - 8 januari 1950)
- Luis Cabrera Cruz (14 december 1950 - 25 augustus 1958)
- Alfonso Sánchez Tinoco (6 februari 1959 - 19 oktober 1970)
- Sergio Obeso Rivera (30 april 1971 - 15 januari 1974; later kardinaal)
- Genaro Alamilla Arteaga (13 juli 1974 - 26 januari 1980)
- Lorenzo Cárdenas Aregullín (30 oktober 1980 - 2 mei 2012)
- Jorge Carlos Patrón Wong (2 mei 2012 - 21 september 2013; coadjutor sinds 15 oktober 2009)
- José Trinidad Zapata Ortiz (20 maart 2014 - heden)

## Galerij van afbeeldingen

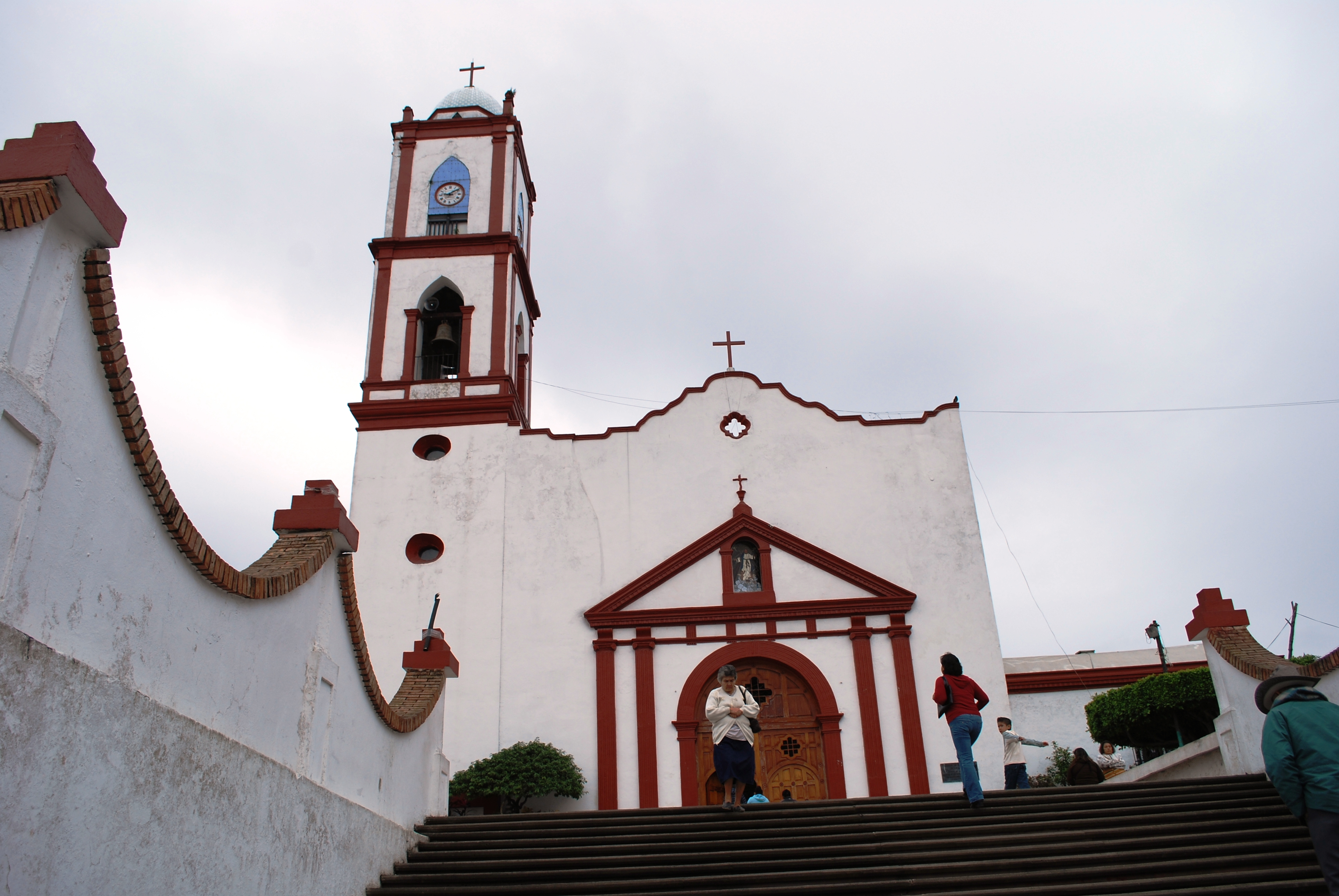
Voormalige kathedraal in Papantla
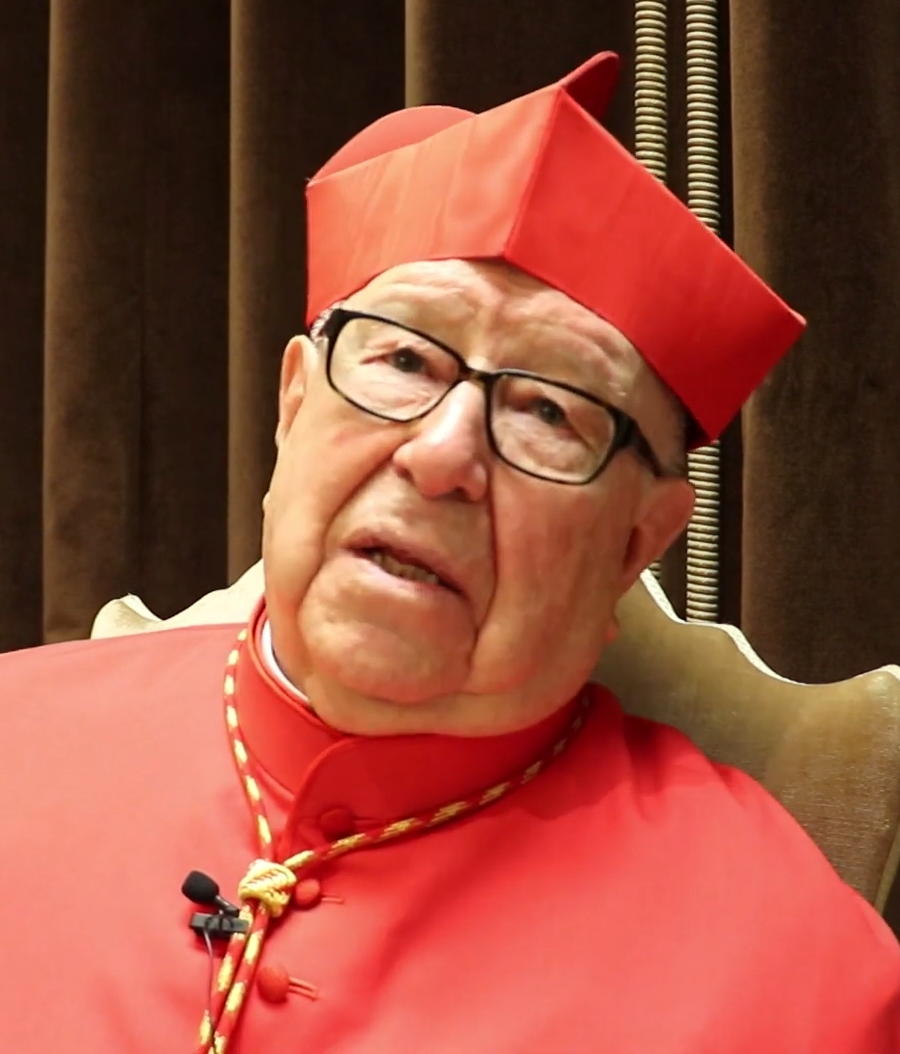
Bisschop Sergio Obeso Rivera

Jalapa (aartsbisdom) · Coatzacoalcos · Córdoba · Orizaba · Papantla · San Andrés Tuxtla · Tuxpan · Veracruz